# 白雨露
白雨露（2003年7月10日—）是一位中国职业斯诺克选手。她于2024年获得了世界女子斯诺克锦标赛冠军，成为第一位获此成就的中国内地斯诺克球员，并由此获得了由2024-2025斯诺克赛季开始的为期两赛季的职业资格。

## 早年生活
白雨露于2003年7月10日出生于中国陕西省渭南市，幼年时随着务工的父母前往广东省东莞市居住，并在该地开始学习斯诺克。

## 职业生涯

### 女子斯诺克
白雨露于2023年首次参与世界女子斯诺克锦标赛，但最终在决赛负于泰国选手斯里帕蓬；她于该届赛事的小组赛中打出了单杆127分，刷新了该项赛事的单杆得分纪录。随后，在2023年女子英国公开赛上，白雨露在决赛以4:3的比分战胜英国传奇女子斯诺克选手瑞娜·埃文斯，获得个人第一个女子斯诺克职业比赛冠军。2024年的女子斯诺克世界锦标赛在广东东莞举行，白雨露在半决赛与决赛连胜好手埃文斯和努查鲁·旺哈鲁泰，最终拿下冠军；其中决赛打出的单杆122分也创造了女子世锦赛决赛的单杆得分纪录。她也因此获得了2024-2025与2025-2026两个斯诺克赛季的职业资格。
2024年女子斯诺克英国锦标赛，白雨露在决赛中零封埃文斯，获得职业生涯第三个女子职业比赛冠军。

### 世界斯诺克巡回赛
作为女子斯诺克世界冠军，她参加了2024年世界斯诺克锦标赛资格赛，于第一轮对阵简森·肯德里克。最终她与对手苦战17局，以7:10告负，未能晋级下一轮资格赛。
2024年斯诺克英国锦标赛，白雨露在资格赛前三轮中分别战胜法拉赫·阿贾布、杰米·琼斯、斯科特·唐纳森，在晋级最后一轮资格赛的同时也成为本世纪唯一一位连胜三场的女子斯诺克球员；但在“审判轮”中，白雨露负于杰克·利索夫斯基，无缘英锦赛正赛。
2024年斯诺克单局限时赛中，白雨露又在第一轮战胜了杰米·克拉克，但第二轮被张安达淘汰。随后的2025年斯诺克德国大师赛预选赛中，白雨露在第一轮战胜了利亚姆·普伦。至此，她在进入职业斯诺克赛场的第一赛季已经取得五场胜利，已经成为女子斯诺克运动员在斯诺克职业赛场上的最多胜场纪录（与埃文斯同为五场）。此后的第二轮预选赛，白雨露在1:5负于袁思俊的比赛中打出了单杆128分，打出了个人在斯诺克职业赛场上的首杆破百，也是本世纪女子斯诺克选手在职业斯诺克赛场上打出的第一杆和唯一一杆破百。

## 职业生涯决赛纪录

### 女子赛事决赛：6次（3次夺冠）
| 图例                       |
| -------------------------- |
| 世界女子斯诺克锦标赛 (1–1) |
| 英国女子斯诺克锦标赛 (1–1) |
| 其它 (1–1)                 |

| 比赛结果 | 次数 | 年份 | 比赛类型                   | 决赛对手                | 比分 | 参考来源 |
| -------- | ---- | ---- | -------------------------- | ----------------------- | ---- | -------- |
| 亚军     | 1.   | 2023 | 女子世锦赛                 | 斯里帕蓬（泰国）        | 3–6  | [ 6 ]    |
| 冠军     | 1.   | 2023 | 女子英国公开赛             | 瑞娜·埃文斯（英格兰）   | 4–3  | [ 7 ]    |
| 亚军     | 2.   | 2023 | 女子英锦赛                 | 瑞娜·埃文斯（英格兰）   | 1–4  | [ 8 ]    |
| 冠军     | 2.   | 2024 | 女子世锦赛                 | 努查鲁·旺哈鲁泰（泰国） | 6–5  | [ 9 ]    |
| 冠军     | 3.   | 2024 | 女子英锦赛                 | 瑞娜·埃文斯（英格兰）   | 4–0  | [ 10 ]   |
| 亚军     | 3.   | 2025 | 世界斯诺克联合会女子锦标赛 | 努查鲁·旺哈鲁泰（泰国） | 3–4  | [ 11 ]   |

## 注解
1. ↑  第一位获得女子斯诺克世锦赛冠军的中国球员是来自香港的吴安仪。